# Крутая Гора (Мордовия)
Крутая Гора — посёлок в Ичалковском районе Республики Мордовия России. Входит в состав Оброчинского сельского поселения.

## История
Основан в 1922 году переселенцами из села Ичалки. В 1931 году состоял из 55 дворов.

## Население
| 2002 | 2010 |
| ---- | ---- |
| 41   | ↘0   |

Национальный состав
Согласно результатам переписи 2002 года, в национальной структуре населения мордва-эрзя составляли 90 %